# Cenostigma
Genre
Cenostigma est un genre de plantes à fleurs dicotylédones de la famille des Fabaceae, sous-famille des Caesalpinioideae, originaire des régions tropicales d'Amérique , qui comprend au moins trois espèces acceptées.

## Étymologie
Le nom générique Cenostigma dérive de deux racines grecques : κενός  (kenós) « vide », et στίγμα (latin stigma) « stigmate », en référence au stigmate cratériforme non plein (composé de plusieurs loges).

## Liste d'espèces
Selon The Plant List (19 novembre 2018) :
- Cenostigma gardnerianum Tul.
- Cenostigma macrophyllum Tul.
- Cenostigma tocantinum Ducke

D'autres espèces ont été transférées depuis le genre Caesalpinia, parmi elles Cenostigma pluviosum (DC., 1825) E. Gagnon & G. P. Lewis et ses variétés:
- Cenostigma pluviosum var. cabralianum (G.P. Lewis) E. Gagnon & G.P. Lewis
- Cenostigma pluviosum var. intermedium (G.P. Lewis) E. Gagnon & G.P. Lewis
- Cenostigma pluviosum var. paraense (Ducke) E. Gagnon & G.P. Lewis
- Cenostigma pluviosum var. peltophoroides (Benth.) E. Gagnon & G.P. Lewis
- Cenostigma pluviosum var. pluviosum
- Cenostigma pluviosum var. sanfranciscanum (G.P. Lewis) E. Gagnon & G.P. Lewis